# Hau Giang

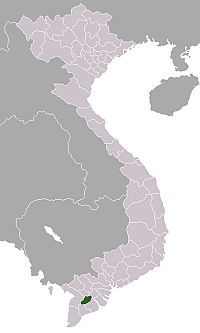
Hau Giangs läge i Vietnam.

Hau Giang (på vietnamesiska Hậu Giang) är en provins i södra Vietnam. 781 000 invånare (2004) på en yta av 1 601 km². Hau Giang bildades 2003 genom att provinsen Can Tho delades upp i två provinser. Provinsen består av stadsdistriktet Vi Thanh (huvudstaden) och fem landsbygdsdistrikt: Chau Thanh, Chau Thanh A, Long My, Phung Hiep samt Vi Thuy.